# Anemonoideae
Subfamilia Anemonoideae cuprinde ranunculacee lemnoase cum este Clematis vitalba (curpenul de pădure) cât și plante erbaceae, ca Anemone nemolosa (floarea paștelui).